# 皮爾斯鎮區 (北達科他州巴恩斯縣)
皮爾斯鎮區（英語：Pierce Township）是位於美國北達科他州巴恩斯縣的一個鎮區。

## 地方資料
皮爾斯鎮區的面積為91.53平方千米，當中陸地面積為91.10平方千米，而水域面積為0.43平方千米。根據2010年美國人口普查的數據，當地共有人口74人，而人口密度為每平方千米0.81人。